# Economia doméstica
Economia doméstica é uma área de estudo que se dedica à relação entre indivíduos, famílias, comunidades e o ambiente onde vivem, desenvolvida a partir da união de conhecimentos gerais de áreas sociais e econômicas, abrangendo conhecimentos de educação, nutrição, administração, entre outros.

## Brasil
A ideia da criação de Cursos de Economia Doméstica, no Brasil, surge em 1945, por ocasião da III Conferência Interamericana de Agricultura, realizada em Caracas, com o tema A mulher e o fomento agrícola. Era necessário pessoal técnico para orientar o agricultor e sua família sobre as formas e os melhores métodos de administração doméstica e de aproveitamento de produtos rurais. Em 1952, foi implantada a primeira Escola Superior de Ciências Domésticas, na Universidade Rural do Estado de Minas Gerais, hoje Universidade Federal de Viçosa.
A primeira coluna jornalística sobre Economia Doméstica foi lançada na década de 80 pelo Jornal do Brasil e seu comentarista era o professor da Fundação Getulio Vargas, Felicissimo Cardoso Neto.

##### Oferta do curso
- UFRRJ - Seropédica/RJ - Descontinuado em 2015. Transformando-se em Serviço Social.[1]
- UFC - Fortaleza/CE - Descontinuado em 2014. Transformando-se em Gestão de Políticas Públicas.
- UFRPE - Recife/PE - Descontinuado em 2016. Transformando-se em Ciências do Consumo.[2]
- Unioeste - Francisco Beltrão/PR - Extinto.
- UFV - Viçosa/MG - Descontinuado em 2016. Transformando-se em Serviço Social.[3]